# كأس الغارفي 2002
كأس الغارفي 2002 هو الموسم 9 من كأس الغارفي. أقيم خلال الفترة 1 مارس 2002 وحتى 7 مارس 2002، وكان عدد الأندية المشاركة فيه 12، وفاز فيه منتخب الصين الوطني لكرة القدم للنساء.